# Splittercore
Splittercore (katkad extreme speedcore) je vrsta, odnosno, brža inačica speedcorea čiji oblik se kreće od 600 do 1000 BPM-a. Često se koriste zvukovi industriala, buke i pucketanja. Ime ove vrste speedcorea potječe iz Pengovog speedcore mixa koji je objavljen na njegovoj web stranici pod nazivom "splitter mix".
Primjeri nekih splittercore izvođača:
Pengo, Egnal Ramd, Polaków Speedevon, Kurwastyle Project i Loffciamcore.

## Vanjske poveznice
- Splitterblast Records